# Даниэльссон, Никлас
Никлас Даниэльссон (швед. Nicklas Danielsson; 7 декабря 1984, Уппсала, Швеция) — шведский хоккеист, нападающий. В настоящее время является игроком швейцарского клуба «Лозанна», выступающего в NLA.

## Достижения
- Чемпион мира (2013) в составе сборной Швеции
- Серебряный призёр чемпионата Швеции (2010)